# Deux temps, trois mouvements
 (mai 2023).
Si vous disposez d'ouvrages ou d'articles de référence ou si vous connaissez des sites web de qualité traitant du thème abordé ici, merci de compléter l'article en donnant les références utiles à sa vérifiabilité et en les liant à la section « Notes et références ».
Pour plus de détails, voir Fiche technique et Distribution.
Deux temps, trois mouvements est un film franco-québécois réalisé par Christophe Cousin et sorti en 2014.

## Synopsis
L’action se déroule dans le quartier de Vanier de la ville de Québec, où un jeune garçon et sa mère viennent s’établir après la mort du père à Paris.

## Fiche technique
- Titre : Deux temps, trois mouvements
- Réalisation : Christophe Cousin
- Scénario : Christophe Cousin
- Musique : Hervé et Thierry Mazurel
- Société de production : Amérique Film (Montréal), Parallaxes (Québec), La Vie est Belle Films Associés (Paris)
- Société de distribution : A3 Distribution (France) , Axia Films (Canada)
- Pays d'origine :  France;  Canada
- Lieu de tournage : Canada
- Durée : 85 minutes
- Dates de sorties : 
  -  Québec : 26 septembre 2014
  -  France : 28 janvier 2015

## Distribution
- Zacharie Chasseriaud : Victor
- Antoine L'Écuyer : Samuel
- Aure Atika : Adèle
- Anne-Marie Cadieux : Caroline
- Philomène Bilodeau : Isabelle
- Léo Caron : François
- Hugues Frenette : Mathias